# Suszyna (województwo warmińsko-mazurskie)
Suszyna (niem. Ludwigshof) – dawna osada w Polsce położona w województwie warmińsko-mazurskim, w powiecie bartoszyckim, położona między Dwórznem a Janikowem.

## Historia
W 1889 r. był to majątek ziemski o powierzchni 109 ha. W 1970 r. był tu PGR, dwa budynki mieszkalne z 8 mieszkaniami i 32 mieszkańcami. W 1983 roku miejscowość już nie istniała.